# Administradores regionais da Eritreia
Os Administradores Regionais da Eritreia central são nomeados pelo Presidente da Eritreia. Os administradores regionais fiscalizam e trabalham em colaboração com os seus eleitos das Assembleias Regionais.
O administrador regional também irá representar a Região (Zoba) no Gabinete Nacional de encontros e reuniões de atualizações trimestrais.
- Administrador da Região Anseba: Selma Hassan
- Administrador da Região Sul: Mustapha Nurhussein
- Administrador da Região Gash-Barka: Kahsai Ghebrehiwet
- Administrador da Região Central e prefeito de Asmara: Semere Russom
- Administrador da Região Mar Vermelho Norte: Abdallah Mussa
- Administrador da Região Mar Vermelho Sul: Tsigereda Woldeghiergis